# San Antonio, Tolima
San Antonio là một khu tự quản thuộc tỉnh Tolima, Colombia. Thủ phủ của khu tự quản San Antonio đóng tại San Antonio Khu tự quản San Antonio có diện tích 407 ki lô mét vuông. Đến thời điểm ngày 28 tháng 5 năm 2005, khu tự quản San Antonio có dân số 16282 người.